# Ansprung
Ansprung ist ein Ortsteil der sächsischen Großen Kreisstadt Marienberg im Erzgebirgskreis.

## Geografie

### Lage

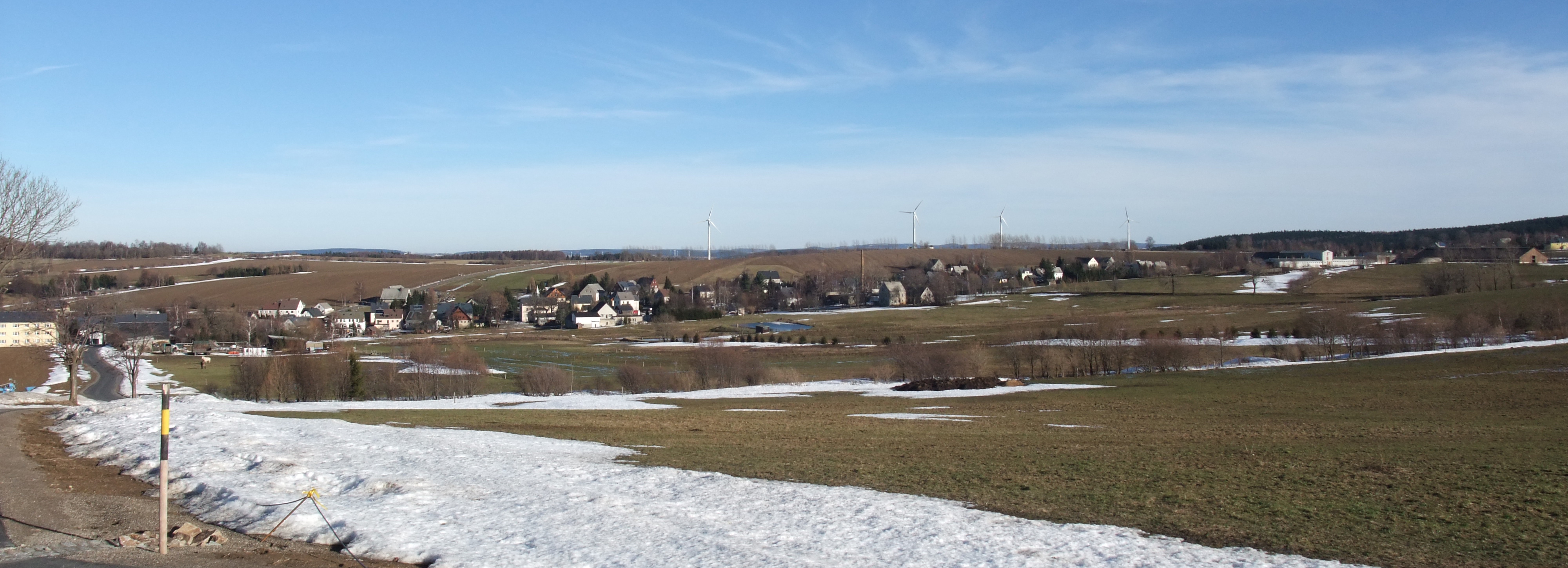
Der Südosten Ansprungs vom Hüttstattweg gesehen

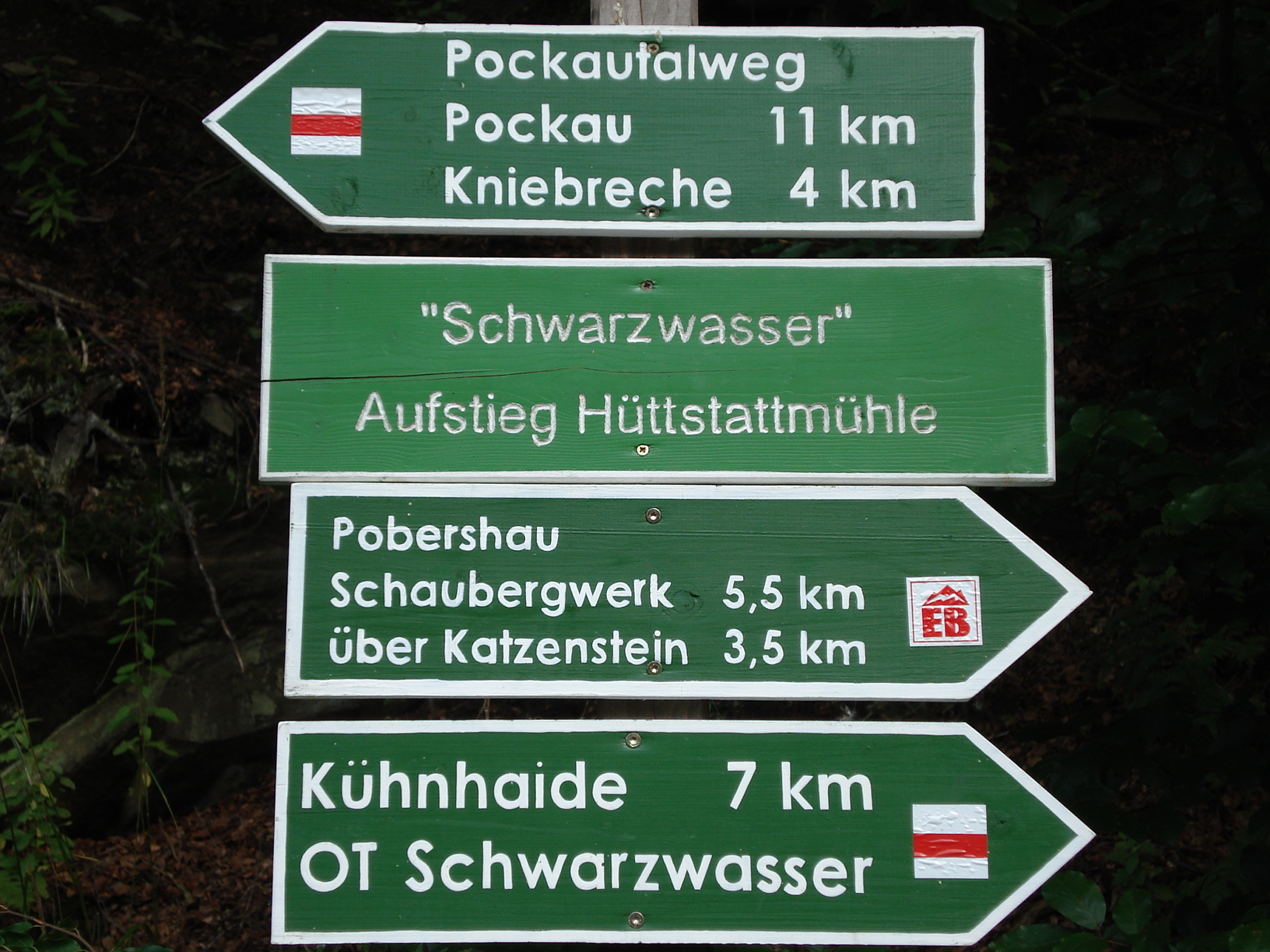
Hinweisschilder für Wanderrouten in der Ansprunger Umgebung

Das Waldhufendorf Ansprung liegt etwa 8 Kilometer östlich von Marienberg im Erzgebirge. Die Ortslage erstreckt sich über etwa 2 Kilometer entlang des Knesenbaches, welcher nach Nordwesten der Schwarzen Pockau zufließt. Etwa 1,2 Kilometer südwestlich der Ortsmitte liegt die Hüttstattmühle, etwa 1 Kilometer westlich vom Ort die 771 m ü. NN hohe Morgensternhöhe. Nordwestlich grenzt der Thesenwald an die Flur. Durch Ansprung führt die Bundesstraße 171 Marienberg–Olbernhau, etwa in Ortsmitte zweigt von dieser die Staatsstraße 217 nach Rübenau ab.

### Nachbarorte
| Zöblitz   | Sorgau                                      | Blumenau |
| Pobershau | Kompassrose, die auf Nachbargemeinden zeigt | Grundau  |
| Kühnhaide |                                             | Rübenau  |

## Geschichte

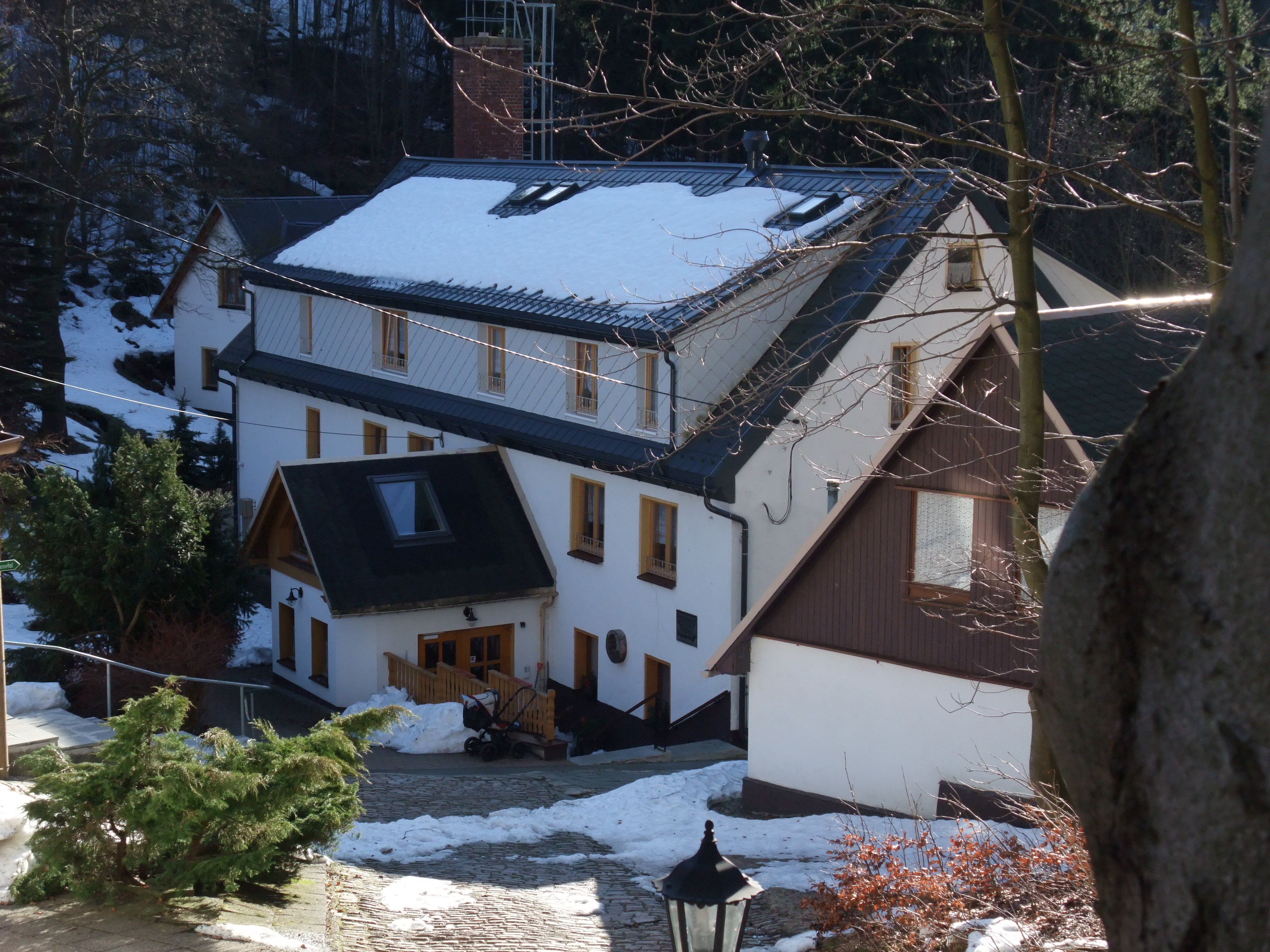
Die Hüttstattmühle bei Schnee

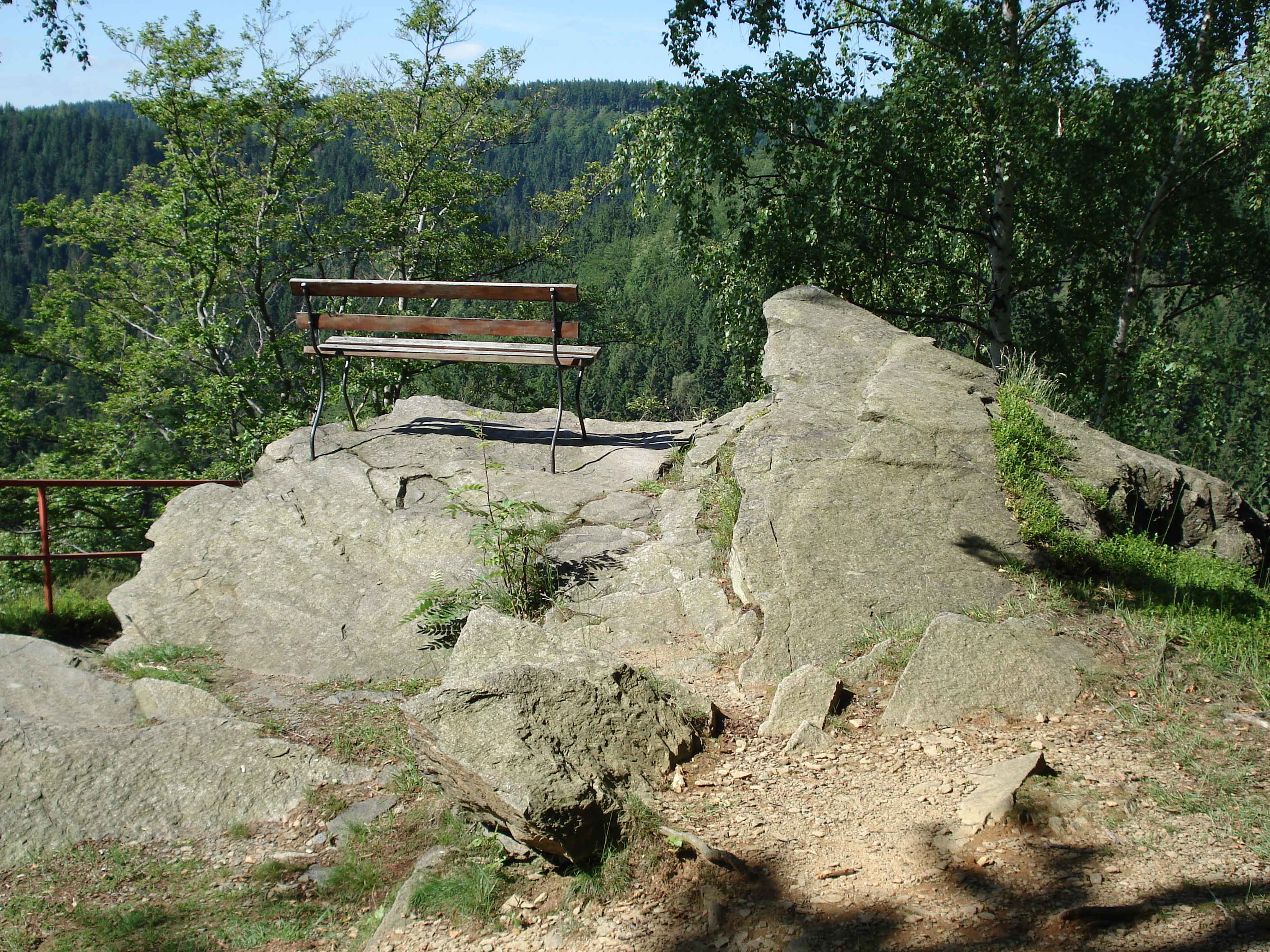
Sitzbank auf dem Vogeltoffelfelsen

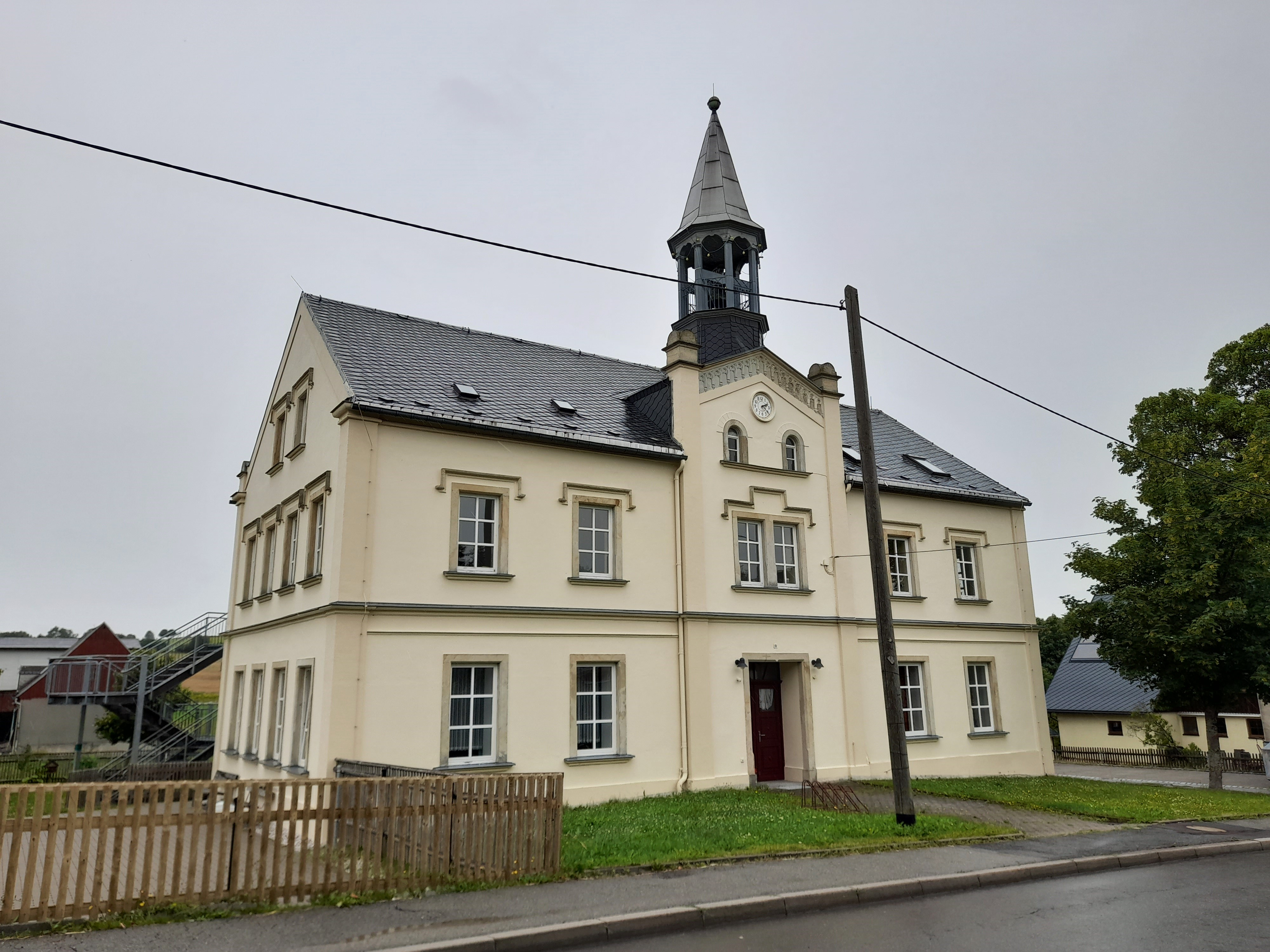
Ehemalige Schule Ansprung

Die erste urkundliche Erwähnung des Ortes datiert von 1434 als Aschbergk. 1497 ist eine Glashütte (Hüttstattmühle) nachweisbar, die gemeinsam mit jener in Wernesgrün Stammhütte der Schürer war. Mit der Reformation 1539 kam Ansprung zur Parochie Zöblitz.
1751 werden auf der Ansprunger Flur sechs Serpentinsteinbrüche genannt. 1781 wurde das bisherige Schulgebäude durch einen größeren Neubau ersetzt, 1876 und bereits 1878 wurden erneut neue Schulgebäude errichtet.
August Schumann nennt 1814 im Staatslexikon von Sachsen Ansprung betreffend u. a.:

„[…] hat eine Mühle an dem vorbeifließenden und 1¼ Stunde weiter unten in die Flöhe sich stürzenden, Kneesbachs [Anmerk.: hier irrt Schumann, der Knesenbach mündet – wie oben beschrieben – in die Schwarze Pockau], und 516 Einwohner, von denen sich viele mit der Verfertigung von Holzwaaren, besonders von Schachteln beschäftigen.“

Im Werk „Neue Sächsische Kirchengalerie“ von 1908 heißt es Ansprung betreffend:

„Dorf mit 1004 Einwohnern und 6klassiger Schule mit zwei ständigen Lehrern und einem Hilfslehrer, an der Olbernhauer und Rübenauer Staatsstraße gelegen, mit Landwirtschaft und Industrie (Serpentinsteinwerk von Lippmann, Sägewerke von Fritzsch u. Arnold, ferner Flintenschäfterei Schachtelmacherei, Köhlerei).“

Auf der Morgensternhöhe wurde 1911 durch den Erzgebirgszweigverein Sorgau/Ansprung ein Aussichtspunkt mit Unterkunftshütte errichtet.
1931 wurde der östlich gelegene Ort Grundau nach Ansprung eingemeindet.
1972 wurde in einem 1830 für die Armen errichteten Gebäude eine Heimatstube eingerichtet. Die Ausstellung widmet sich vordergründig dem Thema „Serpentin“. Zu sehen sind u. a. die Verarbeitung und aus Serpentin hergestellte Produkte.
Am 1. Mai 1974 wurde Sorgau eingemeindet. Zum 1. Januar 1999 wurde Ansprung mit Sorgau und Grundau nach Zöblitz eingemeindet, Ansprung, Grundau und Sorgau wurden Ortsteile der Stadt Zöblitz. Zöblitz wiederum kam am 31. Dezember 2012 zu Marienberg.

## Entwicklung der Einwohnerzahl
Ab 2000 wird Ansprung ohne seine ehemaligen Ortsteile erfasst:
| Jahr | Einwohner                                             |
| ---- | ----------------------------------------------------- |
| 1552 | 32 besessene Mann, 7 Häusler, 18 Inwohner             |
| 1764 | 26 besessene Mann, 14 Gärtner, 22 Häusler, 19 ½ Hufen |
| 1834 | 612                                                   |
| 1871 | 922                                                   |

| Jahr     | Einwohner |
| -------- | --------- |
| 1890     | 1002      |
| 1910     | 1005      |
| 1925     | 1006      |
| 1939 (a) | 1067      |

| Jahr     | Einwohner |
| -------- | --------- |
| 1946 (a) | 1114      |
| 1950 (a) | 1154      |
| 1964 (a) | 0946      |
| 1990 (b) | 1165      |

| Jahr | Einwohner |
| ---- | --------- |
| 2007 | 705       |
| 2008 | 700       |
| 2009 | 689       |
| 2010 | 672       |

| Jahr | Einwohner |
| ---- | --------- |
| 2014 | 668       |
| 2015 | 656       |
| 2016 | 662       |
| 2018 | 641       |

## Kultur und Sehenswürdigkeiten

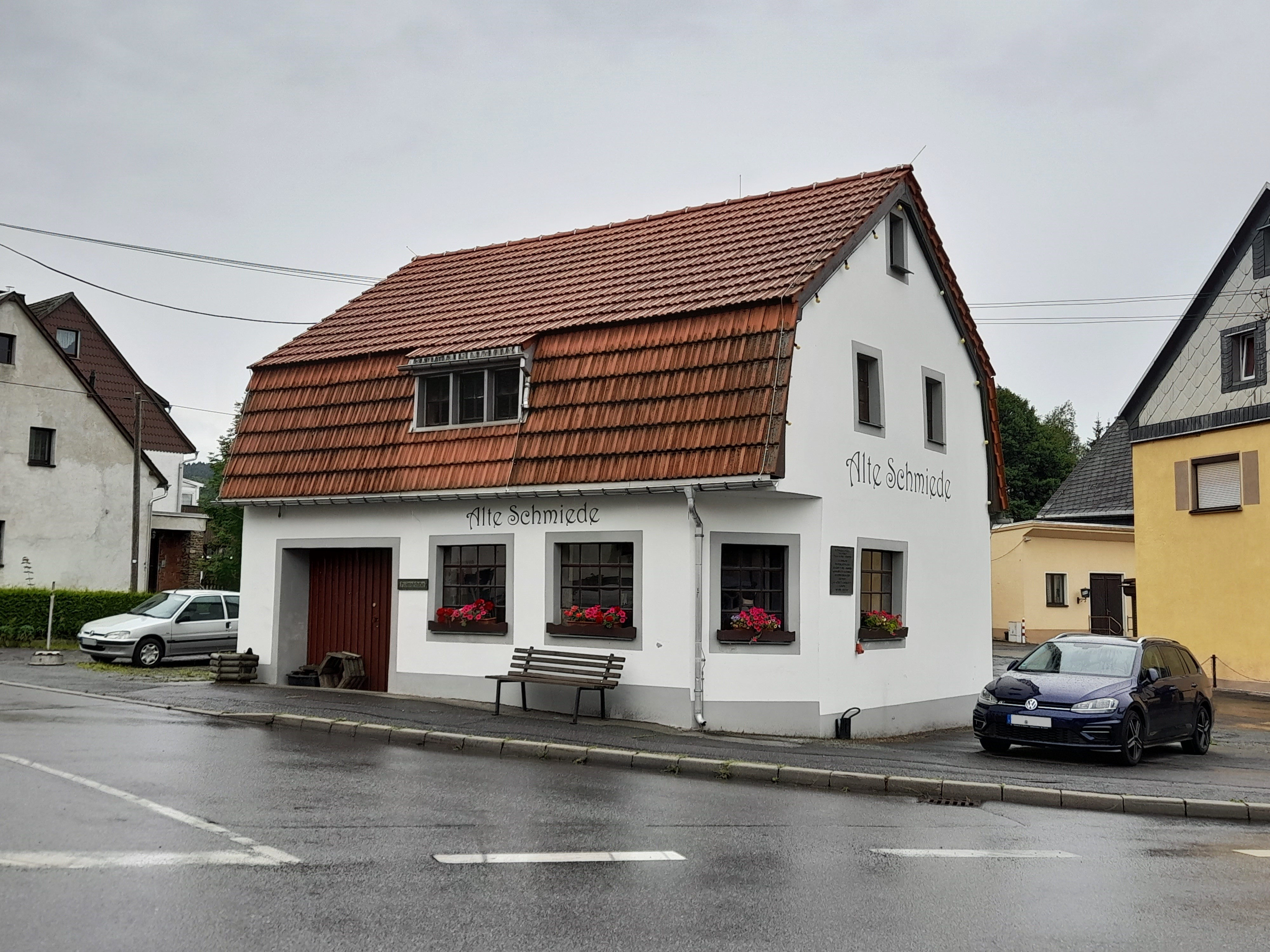
Alte Schmiede und Heimatstube Ansprung

- Der Vogeltoffelfelsen ist ein Aussichtspunkt im Hinterer Grund genannten Teil des Schwarzwassertals.
- Auf der Morgensternhöhe gibt es ein Kriegerehrenmal, das an die Gefallenen des Ersten sowie an die Opfer des Zweiten Weltkrieges erinnert.[7]
- Heimatstube und Schmiede Ansprung in der Ortsmitte
- An der Heimatstube befindet sich eine Gedenktafel von 1992, die an die französischen KZ-Häftlinge erinnert, die bei einem Todesmarsch aus dem Außenlager Neustaßfurt des KZ Buchenwald im April 1945 von SS-Männern ermordet wurden.

## Persönlichkeiten
- Paul Schürer (* 1504 in Ansprung), Glasmacher und Gründer der nordböhmischen Glashütte Falkenau bei Kittlitz